# Adelphicos daryi
Adelphicos daryi es una especie de culebra de la familia Dipsadidae. Es una especie en peligro de extinción por la pérdida de su hábitat natural, endémica de Guatemala.